# Fairgarden
Fairgarden är en så kallad census-designated place i Sevier County i Tennessee. Vid 2010 års folkräkning hade Fairgarden 529 invånare.